# Canarium decumanum
Canarium decumanum är en tvåhjärtbladig växtart som beskrevs av Joseph Gaertner. Canarium decumanum ingår i släktet Canarium och familjen Burseraceae. Inga underarter finns listade i Catalogue of Life.